# Алмасай
Алмасай (каз. Алмасай) — село в Уланском районе Восточно-Казахстанской области Казахстана. Административный центр Алмасайского сельского округа. Код КАТО — 636237100.

## Население
В 1999 году население села составляло 1026 человек (491 мужчина и 535 женщин). По данным переписи 2009 года, в селе проживали 962 человека (482 мужчины и 480 женщин).